# Département d'Alger
Pour les articles homonymes, voir Alger (homonymie).
1848–1962
Entités suivantes :
- Médéa (1957)
- Orléansville (1957)
- Tizi-Ouzou (1957)
- Alger (1962)

Le département d'Alger est une ancienne subdivision territoriale de l'Algérie. Créé par la France en 1848, il est réorganisé en 1957. À l'instar des autres départements de la période coloniale, il a été maintenu après l'indépendance de l'Algérie en 1962, jusqu'en 1968, date à laquelle la wilaya d'Alger lui a succédé. Son chef-lieu était Alger.
Considérée comme une province française, l'Algérie fut départementalisée le 9 décembre 1848. Les départements créés à cette date étaient la zone civile des trois provinces  correspondant aux beyliks de la régence d'Alger récemment conquis. Par conséquent, la ville d'Alger fut faite préfecture du département portant son nom, couvrant alors le centre de l'Algérie, laissant à l'est le département de Constantine et à l'ouest le département d'Oran.
Les provinces d'Algérie furent totalement départementalisées au début de la IIIe république, et le département d'Alger couvrait alors un peu plus de 170 000 km2. 
Le département comportait encore à la fin du XIXe siècle un important territoire de commandement sous administration militaire, sur les hauts plateaux et dans sa zone saharienne. Lors de l'organisation des Territoires du Sud en 1905, le département fut réduit à leur profit à 54 861 km2, ce qui explique que le département d'Alger se limitait à ce qui est aujourd'hui le centre-nord de l'Algérie.

## Création
Le département d'Alger est créé par un arrêté du 9 décembre 1848.

## Subdivisions
Lors de sa création en 1848, le département est divisé en trois arrondissements : Alger,  Blida et Médéa. En 1858, l'arrondissement de Miliana est créé. En 1867, l'arrondissement de Blida est supprimé (il sera recréé en 1944). En 1873, l'arrondissement de  Tizi-Ouzou est créé,. En 1875, l'arrondissement de  Orléansville est créé.
Entre 1875 et 1943, le département se compose durant toute cette période de cinq arrondissements : Alger, Médéa, Miliana, Orléansville et Tizi-Ouzou.
En janvier 1944, l'arrondissement d'Aumale est créé et l'arrondissement de Blida recréé. Le département se compose alors de sept arrondissements.
En 1955, le décret du 28 août crée deux nouveaux arrondissements : Bouira et Fort-National  portant à neuf le nombre d'arrondissements,. 
En 1956, le département d'Alger est partitionné en quatre départements et le nouveau département d'Alger est divisé en 1957 en trois arrondissements : Alger, Blida et Maison-Blanche,.

## Réorganisation et indépendance

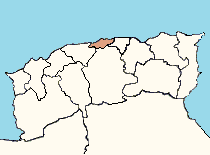
Localisation du département d'Alger après la réorganisation de 1956.

Le 28 janvier 1956, une réforme administrative visant à tenir compte de la forte croissance démographique qu'avait connu le pays, amputa le département d'Alger de son arrière-pays et créant ainsi le 20 mai 1957, trois départements supplémentaires : le département de Médéa, le département d'Orléansville  et le département de Tizi-Ouzou.
Le nouveau département d'Alger couvrait alors 3 393 km2, était peuplé de 1 079 806 habitants et possédait deux sous-préfectures, Blida et Maison-Blanche (l'actuelle Dar El Beïda).
Maintenu après l'indépendance de l'Algérie dans son cadre géographique et ses fonctions administratives, tout en connaissant des réformes organiques et structurelles importantes dès août 1962, le département  d'Alger devint la Wilaya d'Alger par l'ordonnance du 25 mai 1969.

## Démographie
D'après les termes du recensement de 1954, le département d'Alger dans ses frontières d'après 1957 comptait alors 1 079 806 habitants, dont 720 177 Algériens  et 359 629  Français d'Algérie, soit 66,7 % d'Algériens autochtones. 

Si les Algériens  représentaient la claire majorité de la population dans les arrondissements de Blida et Maison-Blanche avec 199 739 (83,58 %) Algériens et 39 237 Français d'Algérie à Blida et 171 000 (87,53 %) Algériens  contre 24 351 Français d'Algérie à Maison-Blanche, la situation était plus contrastée dans l'arrondissement même d'Alger. En effet, sur les 645 479 habitants que comptait ce dernier, 296 041 (45,86 %) étaient des Français d'Algérie et 349 438 (54,14 %) des Algériens, soit la plus forte proportion de Français d'Algérie pour un arrondissement algérien à l'exception de l'arrondissement d'Oran.

## Le département en 1957: arrondissements et communes
Cette liste des communes par arrondissement du département en 1957 est issue du décret du 20 mai 1957 « portant modification des limites départementales et création d'arrondissements en Algérie ».
Ce décret organisait le nord de l'Algérie en douze départements, et le département d'Alger en trois arrondissements:
- Arrondissement d'Alger (23 communes)

Alger ; Baba-Hassan ; Birkhadem ; Birmandreïs ; Bouzaréa ; Chéragas ; Crescia ; Dely-Ibrahim ; Douéra ; Draria ; El-Achour ; El-Biar ; Guyotville ; Hussein-Dey ; Kouba ; Mahelma ; Maison-Carrée ; Ouled-Fayet ; Saint-Eugène ; Saint-Ferdinand ; Saoula ; Staouéli ; Zéralda.
- Arrondissement de Maison-Blanche (19 communes)

Aïn-Taya ; Alma ; Arba ; Beni-Miscera ; Cap-Matifou ; Corso ; Courbet ; Félix-Faure ; Fondouk ; Fort-de-l'Eau ; Maison-Blanche ; Maréchal-Foch ; Ménerville ; Réghaïa ; Rivet ; Rouiba ; Rovigo ; Saint-Pierre Saint-Paul  ; Sidi-Moussa.
- Arrondissement de Blida (24 communes)

Ameur-el-Aïn ; Attatba ; Beni-Mered ; Berard ; Birtouta ; Blida ; Boufarik ; Bou-Haroun ; Boui-Nan ; Bourkika ; Castiglione ; Chebli ; Douaouda ; El-Affroun ; Fouka ; Koléa ; La Chiffa ; Marengo ; Meurad ; Mouzaiaville ; Oued-el-Alleug ; Soumaa ; Tefeschoun ; Tipasa.

## Liste des préfets

### Liste des préfets du département d'Alger
- Frédéric Lacroix, premier préfet d'Alger (8 février 1849)
- Charles Lautour-Mézeray (9 octobre 1849)
- Louis Charles Géry (27 août 1858)
- Charles Levert (23 septembre 1859)
- Gustave Mercier-Lacombe (12 décembre 1860)
- Stéphane Poignant (5 septembre 1864)
- Charles Le Myre de Vilers (8 novembre 1869)
- Auguste Warnier (5 septembre 1870)
- Léon Hélot (12 décembre 1870)
- Charles Peigne (27 décembre 1870 [n'a pas accepté])
- Léon Hélot (27 décembre 1870)
- Ange Tellier (1er avril 1871)
- Louis Oustry (16 mars 1872)
- Henri Lelorgne d'Ideville (26 mai 1873)
- André Brunel (16 décembre 1873)
- Adolphe Lorelhe de Restaubière (23 mars 1879)
- Joseph Laurent Louis Alfred Firbach (1881)
- Henri Paul (1889)-(29 septembre 1892)
- Hippolyte Larroche (29 septembre 1892-1er mars 1894)
- Arthur Christian (1er février 1894) (préfet de la Loire) nommé directeur de l'imprimerie nationale en mars 1895
- Paul Joseph Maximilien Granet (6 avril 1895) (Préfet des Côtes-du-Nord) nommé préfet de la Somme
- Fernand Jacques Hilaire Genie (3 août 1898) (maître des requêtes au conseil d'État) nommé Maître des requêtes honoraire
- Charles Étienne Lutaud  (12 décembre 1898) nommé préfet des Bouches-du-Rhône
- Joseph Arthur Rostaing  (16 juillet 1901)
- Claude Marie Frédéric Verne (30 juillet 1906) (Préfet de la Drôme), nommé préfet de Vaucluse
- Léon Perier (3 octobre 1910)
- Alfred Lasserre (1912)
- Charles Eugène Lefebure (7 février 1914)
- Maurice Aliez (1923)[17]
- Pierre Louis Bordes (4 août 1926) (Trésorier payeur général de Meurthe-et-Moselle), nommé Gouverneur général de l'Algérie
- Louis Gustave Joseph Mathieu 19 novembre 1927 (Préfet de Maine-et-Loire) À la disposition du ministre le 28 mai 1929
- Frédéric Atger 28 mai 1929
- Charles Jean Louis Bourrat 21 septembre 1935 (préfet de la Côte-d'Or), nommé préfet de la Moselle
- Marc Eugène Chevalier : 16 janvier 1939
- Louis Périllier 1er juin 1944

### Liste des préfets du département et de la région d'Alger
- De 1956 à 1962 Le préfet d'Alger fut préfet du département et préfet de région : des civils et des militaires ont exercé cette fonction (voir ci-dessous)
- Nadir Kassab (8 octobre 1962)

Liste des préfets de région
Le décret du 18 juin 1956, portant organisation territoriale de l'Algérie, crée 3 groupes de départements et confie aux 3 préfets d'Alger, d'Oran et de Constantine, les fonctions d'Inspecteur général de l'administration en mission extraordinaire (IGAME). En décembre 1958, l'IGAME devient Secrétaire général régional avec une double tâche :
1. animer et coordonner l'action administrative dans le groupe de départements
2. diriger la préparation et l'exécution du plan de développement économique et social

Dans chaque IGAMie (terme officiel de l'époque) est mise en place en janvier 1957, une assemblée régionale provisoire de 30 membres nommés parmi les membres des commissions administratives départementales. ces assemblées ont compétence pour modifier les budgets 1957 des quatre anciens départements : Alger, Oran, Constantine et Bône ; approuver les comptes administratifs des nouveaux départements, approuver le partage de l'actif et du passif de l'ancien département entre les nouvelles préfectures.
Deux décrets des 4 et 6 juillet 1959 découpent le territoire algérien sur le modèle français des circonscriptions d'action régionale instituées par le décret du 7 janvier 1959. Ces circonscriptions ont à leur tête un Secrétaire général régional devenu en février 1960 Préfet inspecteur général régional, assisté à compter du 20 janvier 1961 d'une assemblée consultative : le Conseil régional.
- François Collaveri (18 juin 1956, préfet IGAME pour les départements de la Région d'Alger.
- Serge Barret (11 décembre 1956), préfet IGAME pour les départements de la Région d'Alger.
- Général Jacques Allard (? juin 1958)
- Général Jacques Massu (? juillet 1958)
- Jean Chapel (? janvier 1959)

### Liste des préfets de police d'Alger
- René Jannin (mars 1961)
- Vitalis Cros (décembre 1961)
- Amar Mohammedi (6 juillet 1962)
- Mustapha Fettal (11 septembre 1962)

### Textes normatifs
- Arrêté du 9 décembre 1848 portant organisation de l'administration générale en Algérie, dans Jean-Baptiste Duvergier, Collection complète des lois, décrets, ordonnances et avis du Conseil d'État, t. 48 : année 1848, Paris, 1848, 802 p. (ISSN 1762-4096, BNF 37578059, lire en ligne), p. 683-685 [fac-similé (page consultée le 28 septembre 2016)] L'arrêté crée le département d'Alger.
- Décret no 55-1148 du 28 août 1955 portant création de neuf arrondissements nouveaux dans les départements d'Alger, d'Oran et de Constantine, dans Journal officiel de la République française. Lois et décrets, vol. 87e année, no 205, 30 août 1955, p. 8640-8641 [fac-similé (page consultée le 28 septembre 2016)] Le décret crée deux arrondissements : l'arrondissement de Bouira — comprenant les communes de plein exercice de Palestro, Aïn-Bessem et Bouira ainsi qui les communes mixtes de Palestro, Aïn-Bessem et Maillot — et celui de Fort-National — comprenant les communes de plein exercice de Fort-National et Mekla ainsi que les communes mixtes de Fort-National, Djurdjura, Haut-Sebaou et Azeffoun.